# Kisielów (Silésie)
Pour l’article homonyme, voir Kisielów (Basses-Carpates).
Kisielów est une localité polonaise de la gmina de Goleszów, située dans le powiat de Cieszyn en voïvodie de Silésie.